# ショコラの見た世界
『ショコラの見た世界』（ショコラのみたせかい）は、2007年公開の日本映画。

## 概要
上映時間50分のショートムービー。ティ・ジョイ、ショウゲートの配給。ソニー・エリクソン・モバイルコミュニケーションズ製の携帯電話端末SO903iのテレビCMの完全長編版として劇場公開されたファンタジードラマである。2007年4月5日に新宿バルト9にてプレミアム試写会が行われたが、公開は半年後の同年10月13日、同所で行われた。同年11月9日には、山形国際ムービーフェスティバルの招待作品として上映された。また2008年3月21日にDVD発売も決定している。

## ストーリー
小さい頃のテンコ（藤本七海）は、姉のショコラ（竹内結子）のおとぎ話を聞くのが好きだった。ところがショコラはある日消えていなくなってしまった。それから7年後のある日、浪人生のテンコ（大塚ちひろ）は姉の知り合いだったジダン（和田聰宏）と遭遇する。ジダンの携帯電話には、おとぎ話だと思っていた姉の話が、映像として残されていた。

## スタッフ
- 監督：行定勲
- 原案・脚本：伊藤ちひろ
- 音楽：寺嶋民哉
- 撮影：中山光一
- 美術：山口修

## キャスト
- 竹内結子（ショコラ〈初子〉）
- 大塚ちひろ（テンコ〈典子〉）
- 和田聰宏（ジダン〈治男〉）
- 藤本七海（テンコの小学生時代）

## 主題歌
- K「True Colors」（ソニー・ミュージックレコーズ）